# Rhododendron xanthocodon
Rhododendron xanthocodon är en ljungväxtart som beskrevs av Hutchinson. Rhododendron xanthocodon ingår i släktet rododendron, och familjen ljungväxter. Inga underarter finns listade i Catalogue of Life.